# 김성집 (역도 선수)
김성집(金晟集, 1919년 1월 13일~2016년 2월 20일)은 대한민국의 역도 선수이다. 1948년 하계 올림픽에서 동메달을 땄으며, 이는 대한민국 국적으로 올림픽에 출전하여 획득한 최초의 메달이다. 1948년 하계 올림픽에서 동메달을 딴 데 이어, 1952년 하계 올림픽에서 다시 동메달을 획득, 대한민국 선수로는 처음으로 2회 연속으로 올림픽 메달을 획득한 선수이기도 하다.

## 생애

### 어린 시절
김성집은 1919년 서울 종로구 필운동에서 아버지 김순정과 어머니 송석녀의 2남중 차남으로 태어났으며, 청운초등학교, 휘문고등보통학교를 거쳐 보성전문학교를 졸업하였다.
처음 역도에 발을 들여 놓게 된 동기는 대한민국에서 "역도의 아버지"라고 불리는 서상천과의 만남으로해서 인연이 되었다. 김성집은 휘문학교 2학년 때 체육교사였던 서상천이 나누어준 "체력증진법"이라는 역도서를 보고 흥미를 느껴 서교사가 설립한 중앙체육연구소에 들어가 역도훈련을 시작하였다. 당시 서상천은 역도를 통한 민족정신고취에 앞장섰으며 항일 수단으로 역도를 시작했다고 한다.
김성집은 훈련을 시작한 지 얼마 안되어 실력이 놀랄 만큼 향상되었고 4학년 때에는 각종 대회에서 우승을 하기 시작하였다. 1936년 5월에 개최된 일본 역도 선수권 대회 및 베를린 올림픽 참가 선수 선발 대회에서 우승하였으며, 1938년 올림픽 후보 선수 선발전과 전일본 역도 선수권 대회에서도 우승하였다.

### 대한민국 국가대표 경력
이렇게 역도에서 기량을 발휘하기 시작한 그는 30세의 나이로 영국 런던에서 열린 1948년 올림픽 역도 미들급에서 동메달을 획득한 후 핀란드 헬싱키에서 열린 헬싱키 올림픽에서도 미들급에서 동메달을 따내 대한민국 올림픽 출전 사상 처음으로 2회 연속하여 올림픽 메달리스트가 되는 기록을 남겼다. 1954년 필리핀 마닐라에서 개최된 제2회 아시안 게임에서는 금메달을 획득했고, 38세의 노장으로 1956년 오스트레일리아 멜버른에서 개최된 멜버른 올림픽에 출전해서 5위에 입상했다

### 그 후
40세의 나이로 현역 선수 생활에서 은퇴할 때까지 김성집은 역도 한국의 좋은 이미지를 세계 만방에 떨쳤으며, 은퇴한 후에도 대한 역도연맹 전무이사외 부회장, 대한체육회 이사, 사무총장, 아시안게임 및 올림픽대회 임원으로 활약하면서 한국 체육 발전에 공헌하였다. 1972년 뮌헨올림픽과 1984년 LA올림픽에는 한국선수단 단장으로 활약하였으며, 체육회 사무총장에서 물러난 후에는 태릉선수촌 촌장으로 국가대표 선수들을 육성하는데 온 힘을 기울였다. 현재는 대한역도협회 명예고문으로 있으며, 2009년 소강체육대상 공로상을 수상하였다.
2016년 2월 20일 노환으로 사망하였다. 향년 98세 그 후 대전 현충원에서 그분을 기리는 안장식이 2019년 11월 거행되었다. 이번 안장식은 유족과 신치용 진천국가대표선수촌장 등 40여명이 참석한 가운데 엄수됐다. 이에 정부는 국민훈장 모란장과 체육훈장 청룡장을 수여하였다.

## 학력 및 경력
- 청운초등학교
- 휘문고등보통학교 졸업
- 보성전문학교 졸업
- 대한체육회 이사 및 사무총장
- 대한올림픽위원회 상임위원
- 대한체육회 태릉선수촌장(1976~1990)[2]

## 상훈
- 미국 필라델피아 세계 역도 선수권 대회 3위
- 런던 올림픽 3위
- 헬싱키 올림픽 3위

## 같이 보기
- 대한민국의 올림픽 메달리스트 목록
- 손기정
- 남승룡
- 한수안